# Kecskemét (nádraží)
Kecskemét je železniční stanice v maďarském městě Kecskemét, které se nachází v župě Bács-Kiskun. Stanice byla otevřena v roce 1853, kdy byla zprovozněna trať mezi Ceglédem a Kiskunfélegyházou.

## Historie
Stanice byla otevřena 3. září 1853, kdy byla zprovozněna trať Cegléd–Kiskunfélegyháza. V roce 1854 byla otevřeno pokračování z Kiskunfélegyházy přes Segedín do Temešváru v dnešním Rumunsku. Během let byly otevřeny tratě do Fülöpszálláse, Lajosmizse a Lakiteleku.

## Provozní informace
Stanice má celkem 2 nástupiště a 4 nástupní hrany. Ve stanici je možnost zakoupení si jízdenky a trať procházející stanicí je elektrifikovaná střídavým proudem 25 kV, 50 Hz. Provozuje ji společnost MÁV.

## Doprava
Stanice je hlavním nádražím ve městě. Zastavuje zde spousta vnitrostátních vlaků InterCity na trase Budapešť–Segedín a jeden pár expresů v trase Segedín–Miškovec. Dále zde zastavuje nebo začíná několik osobních vlaků do Baji, Budapešti, Segedína a Szolnoku.

## Tratě
Stanicí procházejí tyto tratě:
- Cegléd–Kiskunfélegyháza–Segedín (MÁV 140)
- Budapešť–Lajosmizse–Kecskemét (MÁV 142)
- Szolnok–Kecskemét (MÁV 145)
- Fülöpszállás–Kecskemét (MÁV 152)

## Galerie

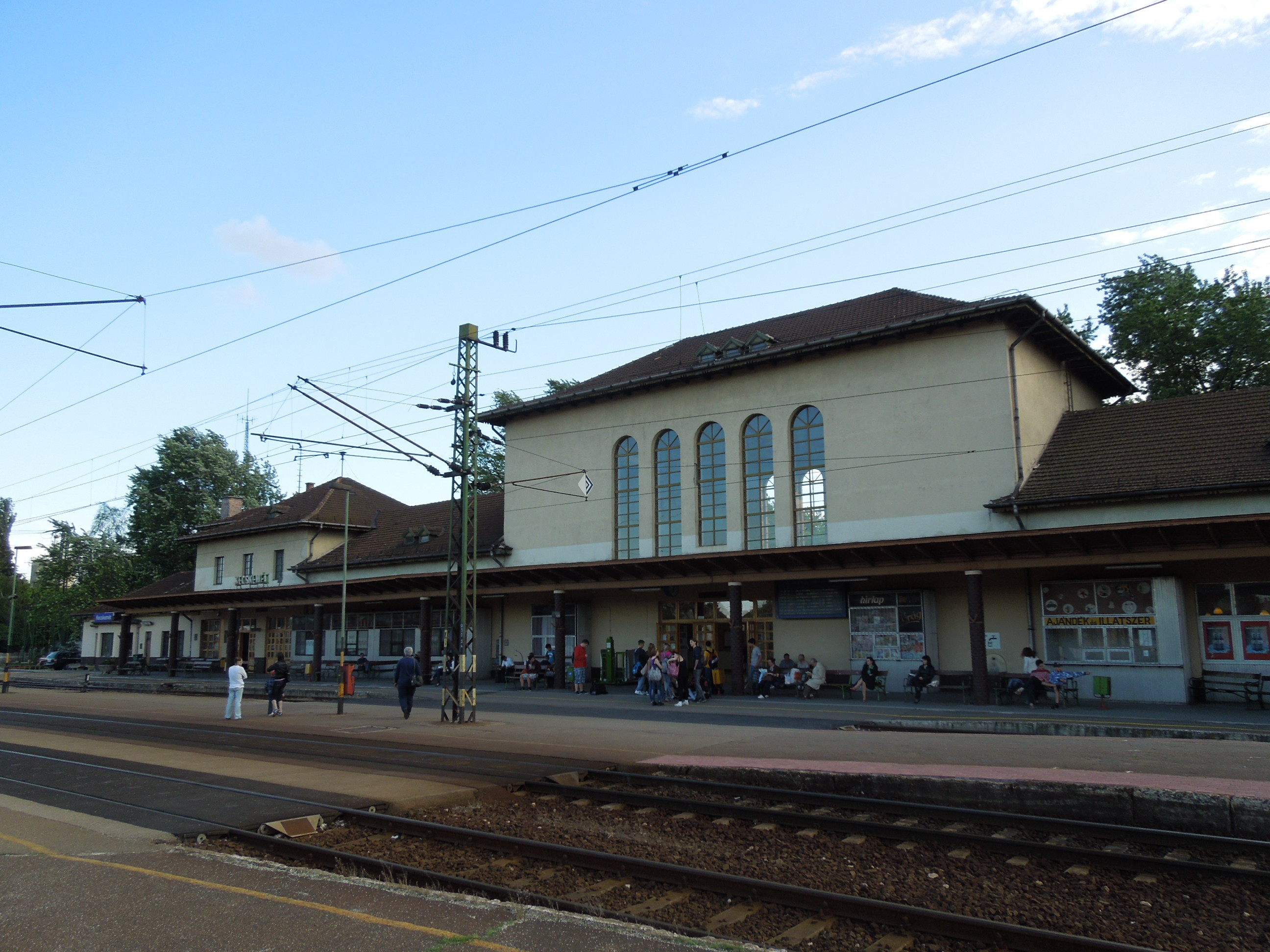
Pohled na staniční budovu.
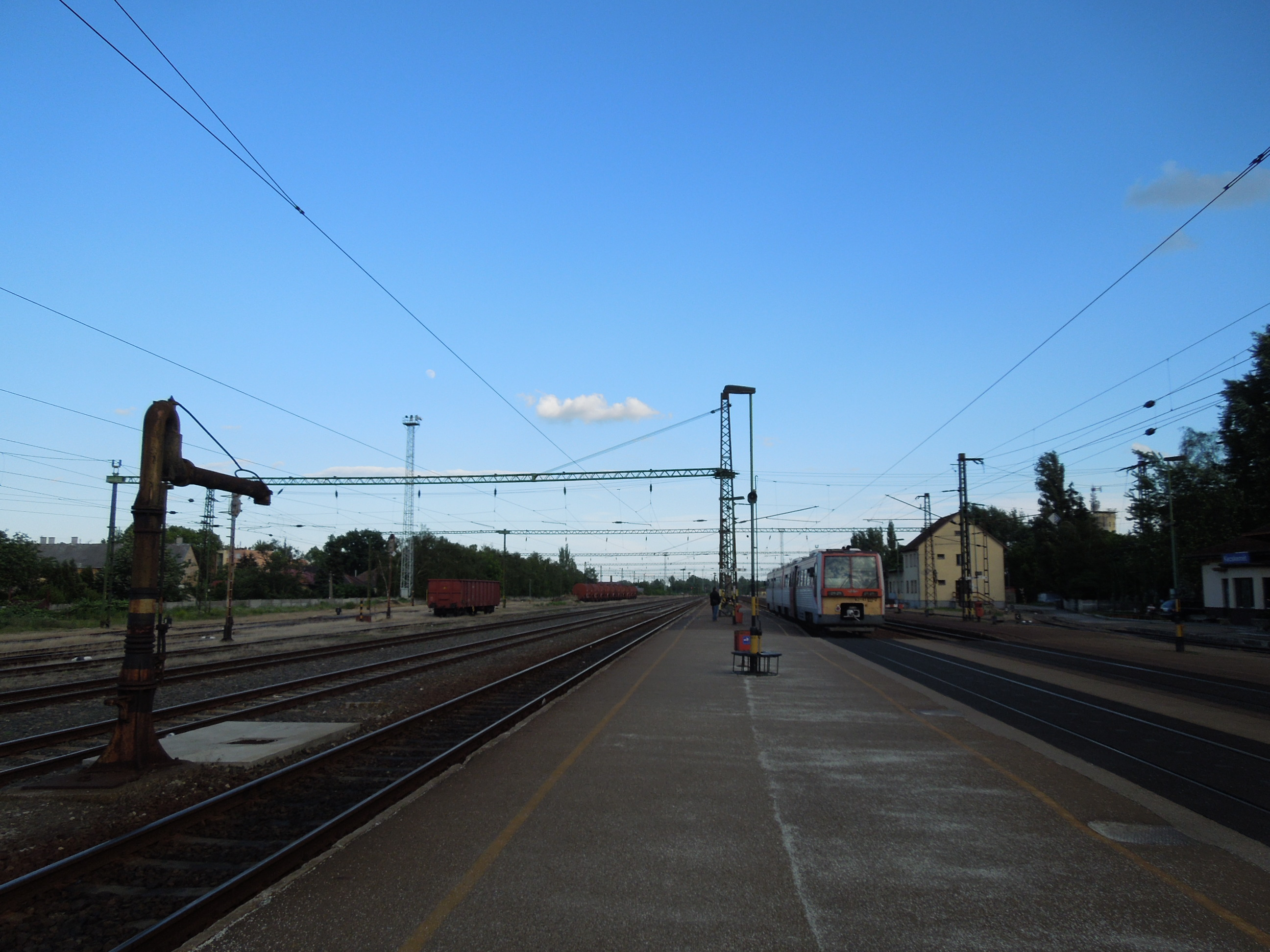
Pohled na nástupiště
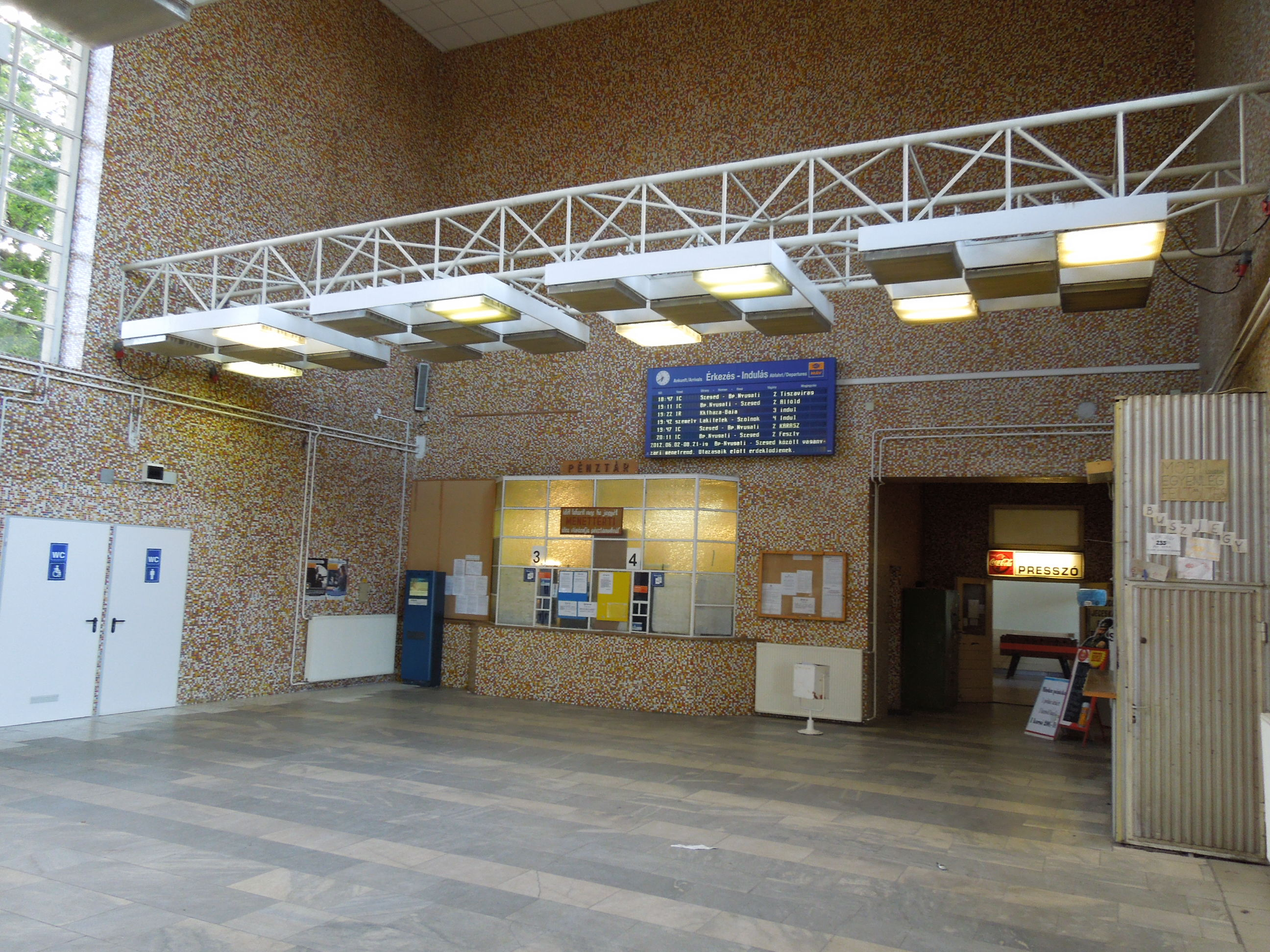
Interiér staniční budovy
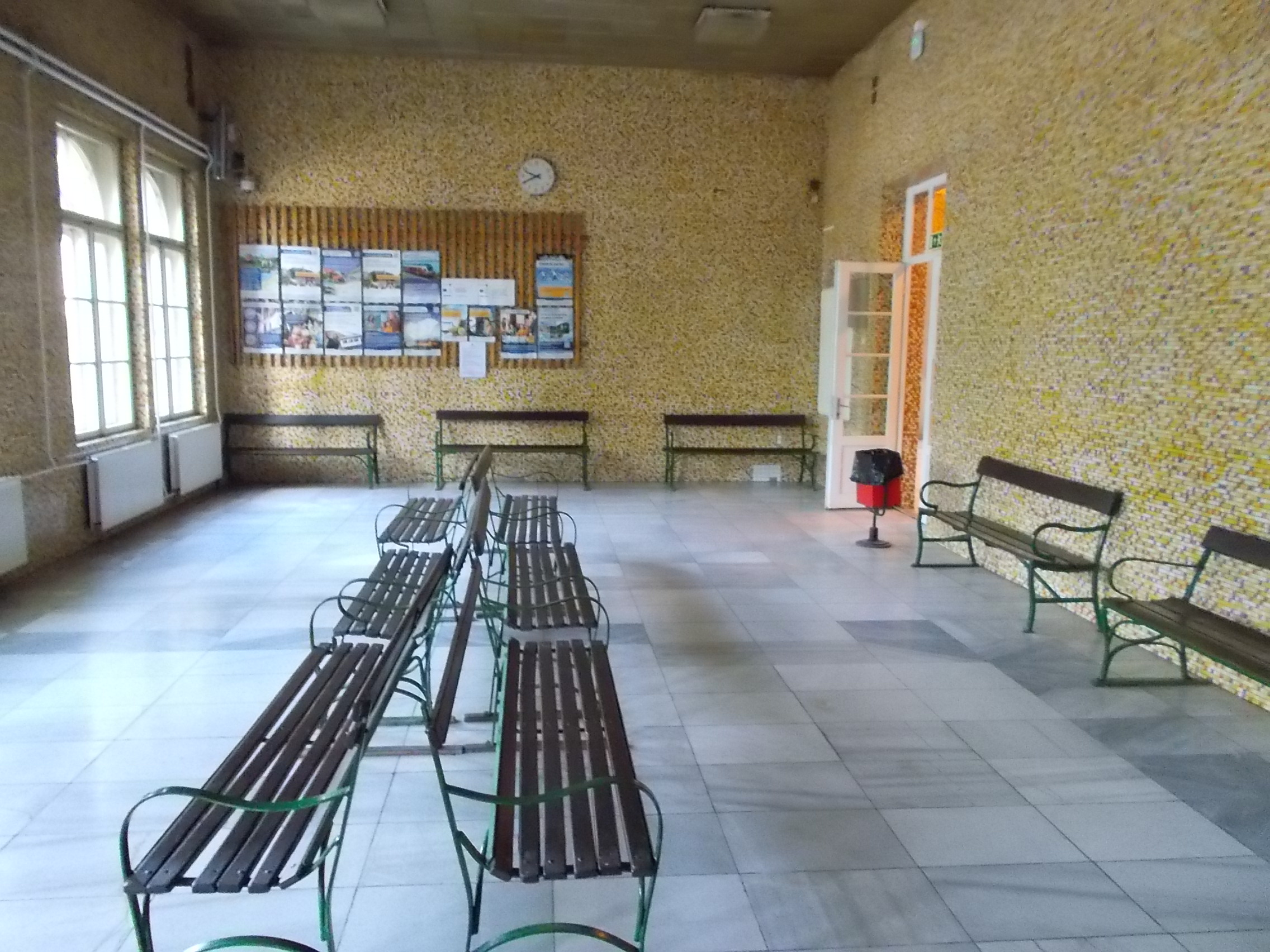
Staniční čekárna
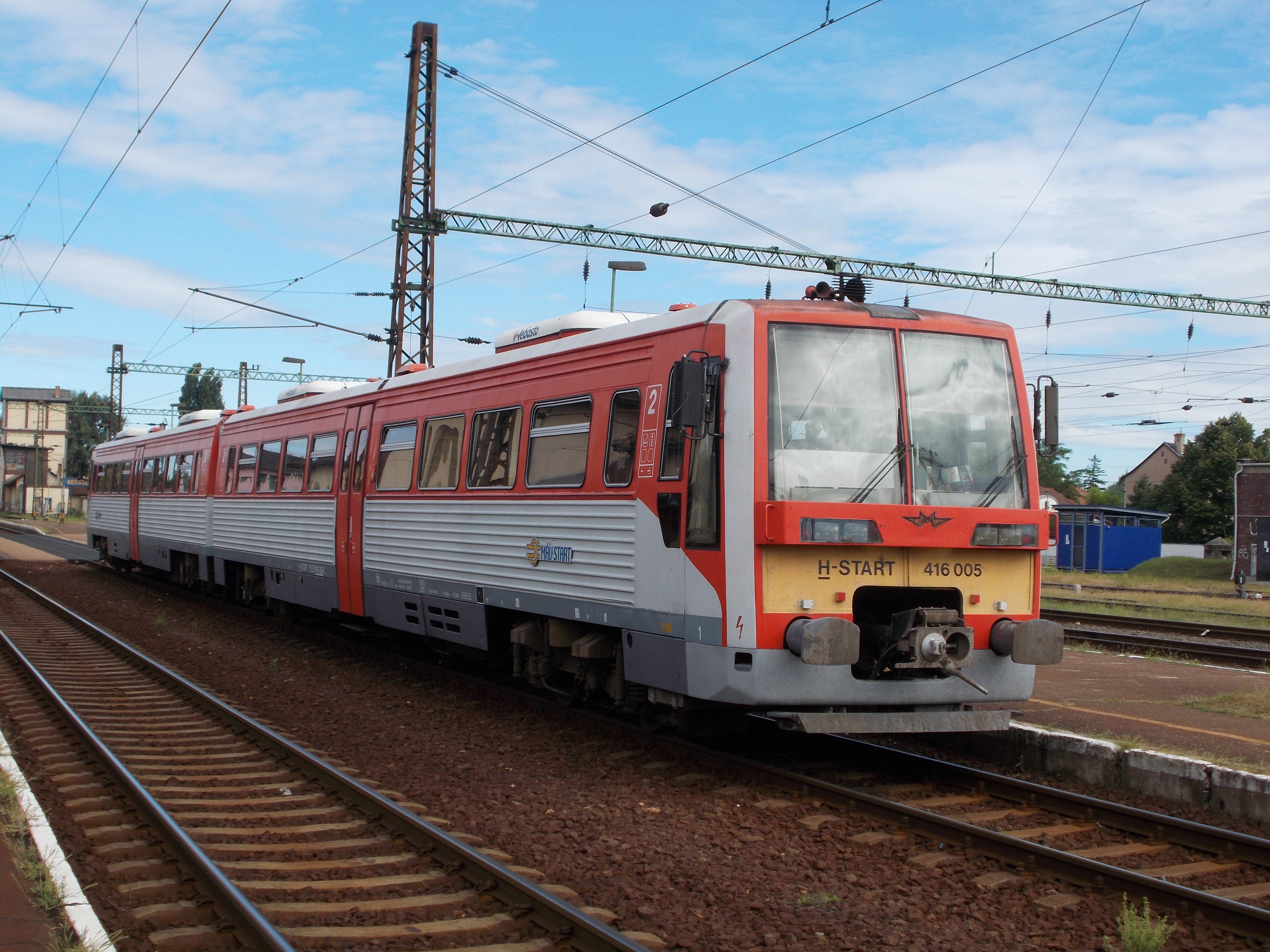
Osobní vlak ve stanici